# Tokiwa-park

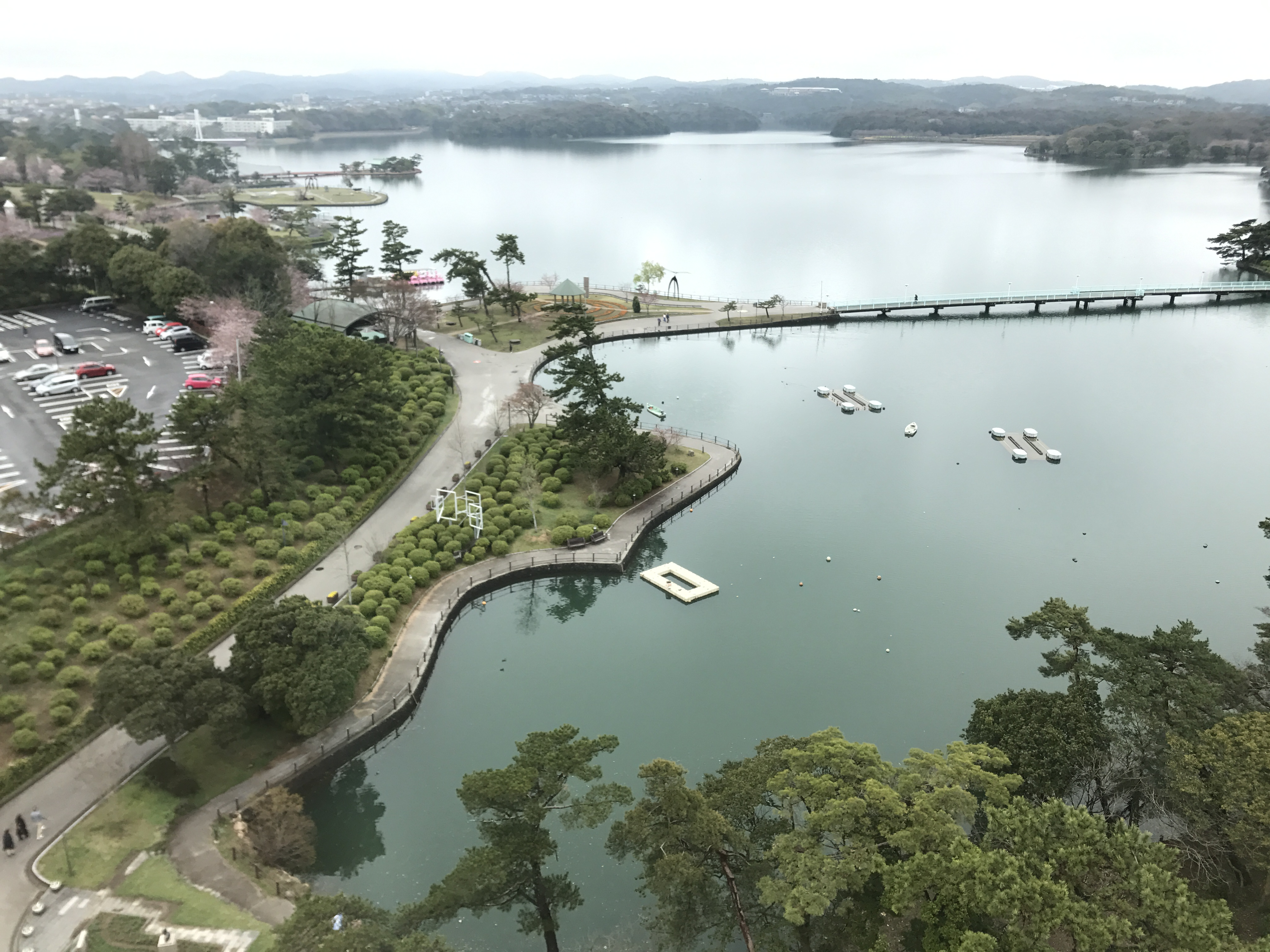
zicht op het meer dat deel uitmaakt van het park

Het Tokiwa-park (常盤公園, Tokiwa Kōen) is een park in Ube in de prefectuur Yamaguchi in Japan. Sinds 1961 vindt er in het park een tweejaarlijkse beeldententoonstelling plaats.
Er leven roze pelikanen in een omheind gedeelte van het park. De pelikaan Katta-kun, wiens ouders uit Calcutta in India kwamen, werd er in 1985 geboren. Hij werd een mascotte voor het park nadat hij op eigen initiatief scholen in de buurt had bezocht. In 1995 werd over hem een anime-film gemaakt met de titel Katta-kun Monogatari. Katta-kun stierf in 2008.
Tot 2011 leefden in het meer zwarte zwanen die waren geschonken door Ube's zusterstad Newcastle in Australië. Dat jaar was er een uitbraak van vogelgriep van het type influenzavirus A subtype H5N1. Alle knobbelzwanen en zwarte zwanen bij het meer werden gedood, samen met enkele eenden. De roze pelikanen in het park werden niet gedood. In mei 2017 werd opnieuw een paar knobbelzwanen in het park geïntroduceerd, welke hetzelfde jaar begon te broeden.